# 強盜的女兒
《強盜的女兒》（瑞典語：Ronja Rövardotter）是由瑞典女作家阿思緹·林格倫在1981年發表的兒童文學小說。

## 故事簡介
馬特（Mattis）是居住在某處山中古堡裡的強盜頭子。有一天馬特的妻子為他生下了女兒，而那名女孩被命名為隆妮雅（Ronja）。
隆妮雅長大後慢慢探索古堡外的環境，並開始了解到這世界的美好。但某日隆妮雅父親馬特的死對頭鮑卡（Borka）為了躲避被官兵追捕、帶領他的強盜團居住在馬特家旁。
起初隆妮雅對於鮑卡一家反感，但在結識了鮑卡的兒子柏克（Birk）後開始有了不同的想法。而隆妮雅與柏克的交情，也逐步慢慢改變馬特一家與鮑卡一家的對立關係。

## 改編作品

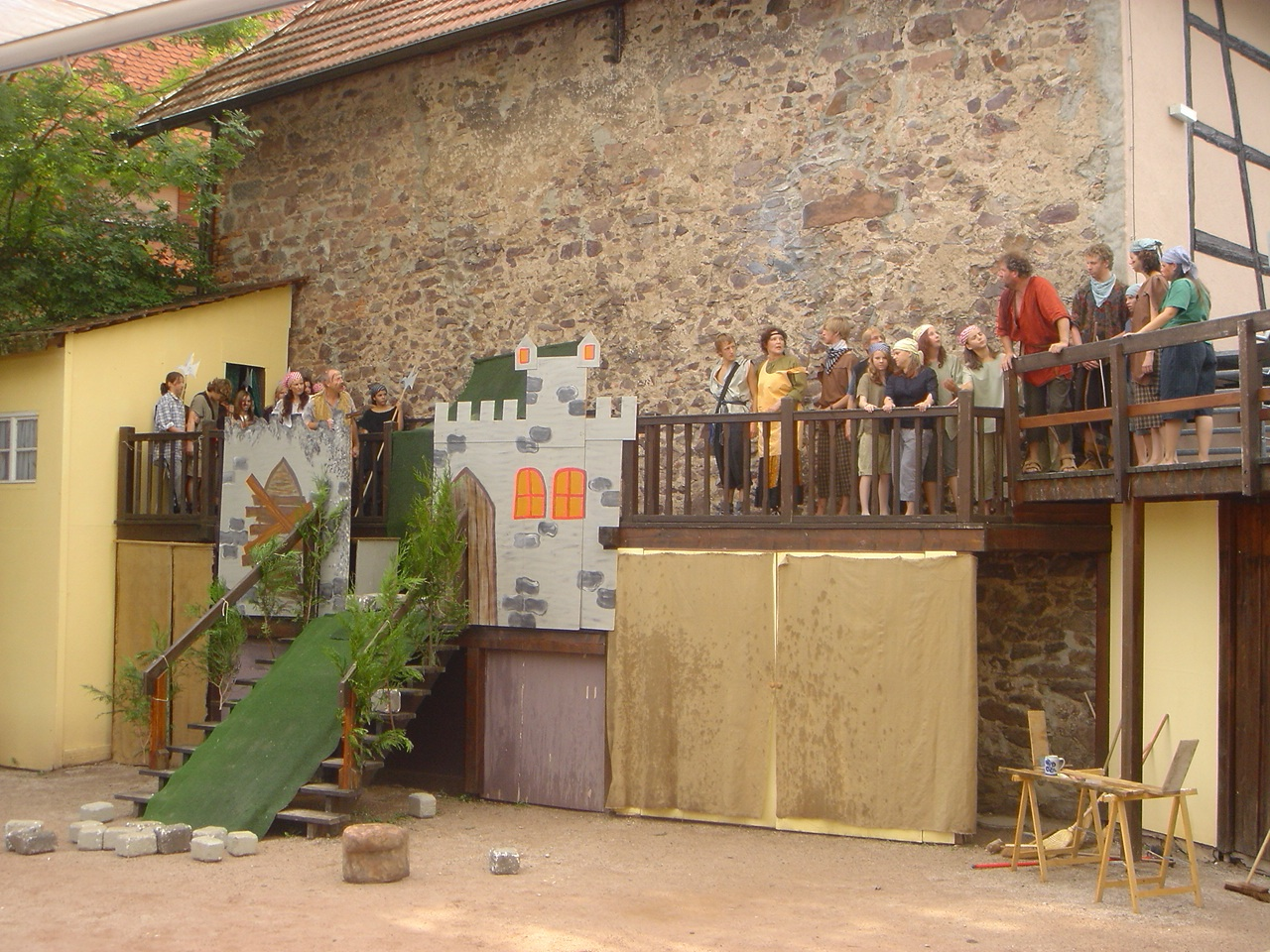
在上基爾希演出的《強盜的女兒》一景

- 電影

小說改編的電影版由泰治·丹尼爾森執導、於1984年在瑞典上映。隔年此部作品在柏林國際影展上獲得銀熊獎。
- 音樂劇

1984年德國作曲家阿賽爾·柏格斯坦登（Axel Bergstedt）編寫了《強盜的女兒》音樂劇，當時共招集100名以上人員共同協助完成此部戲劇。
- 舞台劇

曾於2006年在德國上基爾希一帶演出。
- 動畫

由NHK、多玩國籌劃改編的電視動畫版於2014年秋季在日本播出，內容則是由動畫導演宮崎吾朗所執導。

## 外部連結
- 書籍《強盜的女兒》官方介紹網頁 （页面存档备份，存于）（瑞典文）